# Saint Fortunat intercédant auprès de la Vierge pour la guérison d'un enfant malade
Saint Fortunat intercédant auprès de la Vierge pour la guérison d’un enfant malade est une huile sur toile du XVIIe siècle de Germain Panthot exposée à l'intérieur de l'église Saint-Denis-de-la-Croix-Rousse de Lyon en France.

## Histoire
Le tableau fut longtemps attribué à tort au peintre Jacques Blanchard. Il s'avère qu'il constitue une commande pour la chapelle des maîtres emballeurs dans l’église Saint-Bonaventure réalisée par Germain Panthot en 1633. Elle est la seule toile de Germain Panthot à avoir été retrouvée.

## Protection
Le tableau est classé monument historique à titre d'objet dans la base Palissy sour le nom La Vierge, un saint et la Charité. En octobre 2021, la fiche associée attribue la toile à Jacques Blanchard (à tort).

## Description
La toile mesure 265 cm sur 175 cm. C'est une huile sur toile représentant l'intercession de Saint Fortunat  auprès de la Vierge Marie dans le but de guérir un enfant malade, ce dernier étant représenté avec sa mère.